# Zjinvali
Zjinvali (georgiska: ჟინვალი) är en daba (stadsliknande ort) i Georgien. Den ligger i den östra delen av landet, 50 km norr om huvudstaden Tbilisi. Zjinvali ligger 754 meter över havet och antalet invånare var 1 828 år 2014. Den ligger vid Zjinvalireservoaren, ett vattenmagasin längs floden Aragvi.